# Onirion imparis
Onirion imparis är en tvåvingeart som beskrevs av Ralph E. Harbach och EL Peyton 2000. Onirion imparis ingår i släktet Onirion och familjen stickmyggor. Inga underarter finns listade i Catalogue of Life.